# Enoteca

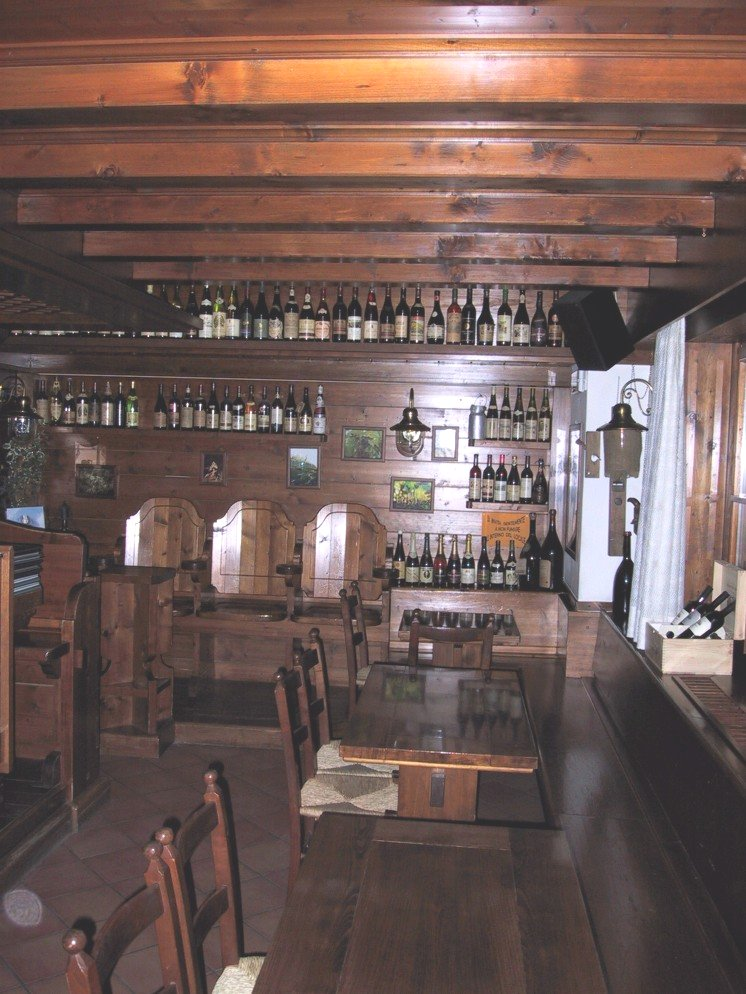
Enoteca in Tambre (Belluno), Italien

Die Enoteca (altgriechisch: οἶνος oinos = Wein θήκη theke = (Wein)lager, Weinhandlung; deutsch: Önothek oder Enothek) ist eine in Italien entstandene Kombination aus gehobenem Weinhandel, Feinkostgeschäft und Gastronomiebetrieb – eine Art Probierstube, in der Weine, oft zum reinen Ladenpreis oder zu geringfügig höherer Probierpauschale, zusammen mit Feinkostspezialitäten verköstigt und anschließend bei Interesse zum Mitnehmen gekauft oder bestellt werden können.
Ursprünglich wurde die Bezeichnung in Italien allgemein für Weinhandlungen der gehobenen Klasse verwendet (während die einfacheren Weingeschäfte Bottiglieria heißen).
In Deutschland ist auch – insbesondere wenn es sich nicht um italienische Weine handelt – die Bezeichnung Vinothek üblich. In jüngerer Zeit ist der Begriff der Enothek auch für italienische Restaurants mit „kleiner Karte“ zu finden, die in Italien meistens als Osteria bezeichnet werden.